# Săvârșin (Arad)
Săvârșin (en hongrois : Soborsin, en allemand : Soborschin) est une commune du județ d'Arad, Roumanie qui compte 2 890 habitants.
La commune est composée de 9 villages : Căprioara, Cuiaș, Hălăliș, Pârnești, Săvârșin, Temeșești, Toc, Troaș et Valea Mare.

## Culture
D'après le recensement de 2011, la commune compte 1 219 habitants, en forte baisse par rapport au recensement de 2002 où elle en comptait 3 290.